# Лора Флоран
Лора Флоран (на английски: Laura Florand) е американска писателка на произведения в жанра драма и любовен роман.

## Биография и творчество
Лора Флоран е родена в Каролтън, Джорджия, САЩ. Получава през 2000 г. магистърска степен от Университет „Дюк“. Получава стипендия Фулбрайт и прекарва една година в Таити като изучава и начините за използване на езика, танца и литературата като част от културно възраждане във Френска Полинезия. След като изкарва един семестър в Испания и пътешества от Нова Зеландия до Гърция, живее известно време в Париж. Там среща и през 2002 г. се омъжва за съпруга си Себастиен Флоран (с четири ритуала на 2 континента, заради различните роднини).
Първият ѝ роман „Blame It On Paris“ (Обвинявай Париж) е издаден през 2006 г., който е разказ за нейните приключения по света и в любовта.
През 2012 г. е издаден първият ѝ роман „Крадецът на шоколад“ от поредицата „Любов и шоколад“. Главната героиня, Кейд Кори, е американската наследничка на династия за шоколадови десертчета. Тя отива в Париж при прочутия парижки майстор на шоколадени изкушения, шоколатиера красавец Силвен Марки, за да сключи договор. Преговорите не са успешни и те се впускат в странен любовен триъгълник на съблазняване, в който третият е... шоколадът. Книгата става бестселър и я прави известна. Романите от поредицата разказват различни истории, а свързваща им нишка са сладките изкушения – шоколад, макарон, карамел, ... и техните безкрайни вариации, както в живота и любовта.
Лора Флоран преподава френски език и романистика в Университета „Дюк“.
Живее със семейството си в Дърам, Северна Каролина.

## Произведения

### Самостоятелни романи
- Blame It On Paris (2006)

### Серия „Любов и шоколад“ (Amour et Chocolat)
1. The Chocolate Thief (2012)
Крадецът на шоколад, изд.: ИК „Кръгозор“, София (2014), прев. Маргарита Спасова
2. The Chocolate Kiss (2012)
Шоколадова магия, изд.: ИК „Кръгозор“, София (2015), прев. Антоанета Дончева-Стаматова
3. The Chocolate Touch (2013)
Шоколадово докосване, изд.: ИК „Кръгозор“, София (2015), прев. Маргарита Спасова
4. The Chocolate Heart (2013)
5. The Chocolate Rose (2013)
6. The Chocolate Temptation (2014)

### Серия „Снежна кралица“ (Snow Queen)
1. Snow-Kissed (2013)
2. Sun-Kissed (2014)

### Серия „Живот в рози“ (La Vie en Roses)
1. Once Upon a Rose (2015)
2. A Wish Upon Jasmine (2015)
3. A Crown of Bitter Orange (2017)
4. A Kiss in Lavender (2017)

#### Новели към серията
- Turning Up the Heat (2012)
- A Rose in Winter (2013)
- Shadowed Heart (2014)

### Серия „Парижки сърца“ (Paris Hearts)
1. All for You (2015)
2. Chase Me (2016)
3. Trust Me (2017)